# Nathan Smith (golfer)
Nathan Smith (1978?) is een Amerikaanse amateurgolfer. Hij is lid van de  Pinecrest Country Club.
Zijn eerste succes was in 1994, toen hij het 1994 Pennsylvania State High School Championship won. Hij vervolgde zijn studie op het Allegheny College in Meadville, speelde college golf en werd vier jaar All-American. Hij haalde in 2005 zijn MBA aan de Clarion Universiteit. 
In 2003 was de 26-jarige Nathan de jongste speler die ooit het Mid-Amateur won. Hij won het daarna weer in 2009, 2010 en 2012, hetgeen ook een record is. 
Als winnaar van de US Mid Amateur  kwalificeerde Nathan Smith zich vier keer voor de Masters. In 2009 was hij ingedeeld met Arnold Palmer, die voor het laatst meedeed. Larry Smith caddiet altijd voor zijn zoon tijdens de Masters en woont met zijn vrouw in Florida.

## Gewonnen
- 1994: Pennsylvania State High School Championship
- 2002: Pennsylvania State Amateur
- 2003: US Mid Amateur
- 2007:  Western Pennsylvania Amateur
- 2008:  Western Pennsylvania Amateur
- 2009: US Mid Amateur,  Western Pennsylvania Amateur, Pennsylvania State Amateur
- 2010: US Mid Amateur,  Western Pennsylvania Amateur
- 2011: Sunnehanna Amateur
- 2012: US Mid Amateur
- 2013: Pennsylvania Amateur
- 2015: US Amateur Four-Ball Championship met Todd White

## Teams
- Walker Cup: 2008 (winnaars), 2011, 2013 (winnaars)